# Craugastor trachydermus
Craugastor trachydermus es una especie de Anura de la familia Craugastoridae. Es endémico de Guatemala. La especie esta en peligro crítico de extinción por destrucción de hábitat y posiblemente también por los efectos de la quitridiomicosis.

## Distribución y hábitat
Su área de distribución se limita a la sierra de Santa Cruz en el departamento de Izabal (Guatemala). 
Su hábitat natural se compone de bosque muy húmedo premontano no perturbado, donde fue encontrado en la cercanía de pequeños cursos de agua a una altitud de 900 m s. n. m.